# 水底寮 (臺中市)
水底寮，原寫為水底藔，是臺灣臺中市新社區的一個傳統地域名稱，位於該區東南部。相較於今日行政區，其範圍大致包括復盛里東南端凸出部分、東興里、慶西里不含最北端、中和里、福興里西北半部、協成里東南部。

## 歷史
台灣清治末期，水底寮地區為一街庄，稱為「水底藔庄」，隸屬於捒東上堡。該庄東北隔大甲溪與新伯公庄、大茅埔庄為界，東南與蕃地為鄰，南邊及西邊南段為頭汴坑庄，西邊北段為大湳庄，北邊為鳥銃頭庄、永居湖庄。。
1901年（日明治三十四年）11月，全台廢縣廳改設二十廳，該庄隸屬於臺中廳。1903年（明治三十六年）6月，該庄編入「新社區」，仍隸屬於臺中廳。1909年（明治四十二年）10月，全台二十廳合併為十二廳，新社區隸屬不變。1920年（大正九年），全台地方制度大改正，該庄改制並雅化為「水底寮」大字，隸屬於臺中州東勢郡新社庄，大字下有「上水底寮」、「下水底寮」小字名。
戰後新社庄改制為新社鄉，隸屬於臺中縣，大字亦改制為村。1950年10月，中、彰、投分治，新社鄉隸屬不變。2010年12月，隨著臺中縣、市合併為直轄臺中市，新社鄉改制為新社區，村亦改制為里。

## 聚落
本地區發展較早的聚落有水底藔（上水底寮）、矮山（下坪）、抽藤坑、黃厝、溪頭、馬安藔、大湖桶等，在日治期初期的官方地圖上已有記載。此外，本地區尚有新七村、下水底寮、長崎頭、大排、新六村（上坪）、雙連潭、南華庄、湖興、十股林、水涵坑、龍安、中和、暗影、麻竹坑、美林、阿寸坑、白毛台、下坪等聚落。

## 交通
省道台21線（中正路、東關路）是台中市東勢區天冷至南投縣信義鄉塔塔加的幹道，其中天冷至埔里為豐埔公路（豐原至埔里）的一部分，大致以西北—東南走向轉北向南再轉南南西—北北東走向再轉北向南蜿蜒經過水底寮地區東南端凸出部分。由該道路向西北過大甲溪橋（天福大橋）即止於省道台8線路口，向南可前往國姓、埔里、魚池等地。
區道中95線（東湖街一段、興社街一段、中興街）是新社至溪頭的道路，也是本地區最主要的縱向連絡道路，其南側端點位於本地區西南端接近頭汴坑邊界處的溪頭紫興宮前。由此向南轉北北東經薰衣草森林新社店後轉西北至中和聚落再轉北蜿蜒貫穿本地區而於北部出境後，可前往永居湖與鳥銃頭、新社交界地帶、新社市區並止於舊市道129號（中和街四段）路口。
區道中95-1線（豐埔產業道路）是中和至麻竹坑的道路，其西側端點位於本地區中部中和里十股林聚落旁的區道中95線路口。由此向東轉東北繞大彎轉南再轉東南再轉東蜿蜒而行，可前往麻竹坑並止於省道台21線路口
區道中98線是水井至東興的道路，其東側端點位於本地區中北部上水底寮（東興）聚落南側的區道中95線路口。由此向西轉南再轉西北再轉西出境後，可前往大南、馬力埔並止於中興嶺聚落西南側的區道中93線路口。
區道中93線是社寮角至茅埔角的道路，其南側端點位於本地區中部偏西北湖興聚落西北側的區道中95線路口。由此向西偏北轉南偏西繞大彎轉北偏西出境後，可前往大南南部、馬力埔南部及西部、七分、仙塘坪、新社西北角、社寮角並止於省道台3線路口。

## 學校
- 東興國小
- 中和國小
- 大林國小
- 福民國小

## 文化資產
- 白冷圳（文化景觀）
- 白冷圳抽藤坑倒虹吸管（歷史建築）
- 白冷圳矮山支線過水吊橋（歷史建築）